# Rychlostní silnice R2 (Slovensko)
Rychlostní silnice R2 (R2), někdy nazývaná také „Jižní dálnice“, je nejdelší rychlostní silnice na Slovensku. Její trasa vede v koridoru bývalé silnice I/50, dnes silnic I/9 a I/16. Trasa rychlostní silnice začíná v křižovatce s dálnicí D1 v Chocholné nedaleko Trenčína a pokračuje přes Bánovce nad Bebravou, Nováky, Prievidzu, Žiar nad Hronom, Zvolen, Lučenec, Rimavskou Sobotu a Rožňavu až do Košic, kde je ukončena znovu v křižovatce s dálnicí D1 v Rozhanovcích. Trasa rychlostní silnice R2 se historicky vícekrát měnila. Po R2 budou vedeny trasy evropských silnic E58, E77, E571 a E572.

## Úseky rychlostní silnice R2

### Chocholná – Mníchova Lehota
Úsek povede v koridoru silnice I/9. Začínat bude v křižovatce s dálnicí D1 Chocholná a pokračuje poměrně nenáročným terénem jihovýchodním směrem k obci Mníchova Lehota. Technická studie byla vypracována v roce 1998 a předběžně stanovila délku úseku na asi 8 kilometrů. Výstavba by měla probíhat v letech 2014–2017 a měla by podle plánů z roku 2006 stát kolem 45 milionů €. V úseku bude vybudováno pravděpodobně 7 mostních objektů, 3 křižovatky a velké levostranné odpočívadlo Trenčianska Turná. V rámci investice bude třeba přesunout inženýrské sítě, silnici II/507 a silnice třetí třídy.

### Mníchova Lehota – Ruskovce
Plánovaný úsek mezi obcemi Mníchova Lehota a Ruskovce by měl být budován v letech 2014–2017. Technická studie z roku 1998 předpokládá jeho délku na zhruba 15 km a podle dohadů by výstavba měla stát něco přes 81 milionů €. Rychlostní silnice na tomto úseku bude vést paralelně se železniční tratí a silnicí I/50 kolem obcí Mníchova Lehota, Trenčianske Jastrabie, Trenčianske Mitice, Svinná a Ruskovce. Na úseku se bude nacházet zřejmě 8 mostů, 5 křižovatek a středisko správy a údržby rychlostních silnic SSÚR Trenčianske Jastrabie. Výstavba si vyžádá přeložky inženýrských sítí a silnic druhé i třetí třídy.

### Ruskovce – Pravotice
Tento úsek v okrese Bánovce nad Bebravou vytvoří obchvat Bánovců nad Bebravou. Úsek R2 odkloní dopravu ze silnice I/50 z obcí Dolné Ozorovce a Horné Ozorovce a Bánovců nad Bebravou. Výstavba by podle plánů z roku 2006 měla stát přes 78 milionů €. Smlouva na výstavbu byla podepsána 30. prosince 2013 s termínem dokončení v květnu 2016. Úsek bude dlouhý 11 kilometrů, nacházet se zde bude 15 mostních objektů a 3 křižovatky.

### Pravotice – Dolné Vestenice
Úsek mezi Pravoticemi a Dolnými Vestenice bude mít délku 10 kilometrů, vybudovaný by měl být v letech 2014–2018. Stát by měl výstavbu financovat částkou 85 520 215,10 €. Na úseku se bude nacházet křižovatka Hradište, kde bude začínat R8. Plánovaný tunel Chotômka je dlouhý 595 m metrů a na úseku se vybudují čtyři mosty a čtyři kiřižovatky.

### Dolné Vestenice – Nováky
Tento jedenáctikilometrový úsek R2 se napojí na již vybudovaný úsek R2 Nováky–Prievidza. Jeho výstavba proběhne v letech 2014–2018 a měla by stát 122 929 263,76 €. Nacházet se zde bude 5 mostů, 3 křižovatky a současně si stavba vyžádá úpravu toku potoků spolu s přemístěním silnic a inženýrských sítí.

### Nováky – Žiar nad Hronom, sever
Úsek, který spojí Prievidzu a Žiar nad Hronom, povede přes Trenčínský a Banskobystrický kraj. Celková délka úseku bude 31,6 km. Výstavba proběhne v rozmezí let 2016–2020, celkové náklady dosáhnou 329 441 180,38 €. Úsek vytvoří jižní obchvaty obcí Veľká Čausa, Chrenovec-Brusno, Jalovec a Ráztočno. Z hlediska terénu jde o náročnější území, než jsou úseky předchozí. Vybudují se zde tunely Prielohy 2 880 m, Šajba 650 m, Handlová 600 m a Boriny 425 m. Dále zde vyroste 16 mostů, 8 křižovatek (v křižovatce Ráztočno se na R2 napojí R3), protihlukové bariéry a podchody pro migraci zvěře. Rovněž budou přebudované inženýrské sítě.

### Žiar nad Hronom, sever – Žiar nad Hronom, jih
Tento úsek s délkou 5,76 kilometru vytvoří východní obchvat Žiaru nad Hronom. Vede převážně zemědělským územím. Na úseku se budou nacházet dvě mimoúrovňové křižovatky, 5 mostů a jeden nadchod pro pěší v samotném Žiaru nad Hronom. Na křižovatce Žiar nad Hronom, jih se napojí na rychlostní silnici R1 (jižní obchvat města). Smlouva na výstavbu byla podepsána 25. září 2012, samotná výstavba polovičního profilu úseku rychlostní silnice oficiálně začala 16. října 2012 s termínem dokončení v říjnu 2014.

### Zvolen, západ – Zvolen, východ
Obchvat Zvolena bude tvořen 10,5 km dlouhým úsekem R2. Začíná křižovatkou Sliač, kde se odpojí od R1, a pokračuje východním směrem. Připraveny jsou tři varianty trasy úseku. Stavba v hodnotě 97 750 614,09 € by měla proběhnout v letech 2016–2019. Úsek výrazně pomůže dopravě ve vlastním městě, protože z něj odkloní evropské silnice. Počet tunelů se liší podle varianty, buď budou dva s délkou 500 a 350 metrů nebo jeden dlouhý 350 až 550 metrů. Varianta C2 počítá se dvanácti mosty, C3 s deseti a C4 s patnácti mosty. Nacházet se zde také bude středisko správy a údržby rychlostních silnic. V rámci ochrany životního prostředí je třeba vybudovat protihlukové bariéry v délce 4,6 km a oboustranné oplocení. Bude třeba postavit přivaděč, přebudovat silnice druhých a třetích tříd spolu s úpravami vedení polních cest. Změny si vyžádají také vodní toky a inženýrské sítě. Na úseku bude i křižovatka Zvolen-sever, kde se bude odpojovat od R2 R3.

### Zvolen, východ – Pstruša
Úsek povede od obchvatu Zvolena na východ severním obchvatem obce Vígľaš do Pstruša. Jeho délka dosahuje 7,85 km. Podle vyjádření státního tajemníka ministerstva dopravy, Andreje Holáka v červnu 2012, se na úseku mělo začít stavět do 30. června 2013, hotový měl být v roce 2015. V současnosti probíhá tendr na zhotovitele a začátek výstavby je plánován na rok 2013. Úsek by měl stát 142 milionů €. Ceny stavby byla původně určena na 154 448 184,29 € (4 652 906 000 Sk). Nacházet se zde bude 14 mostů, mimoúrovňová křižovatka a dočasná křižovatka, která během výstavby okolních úseků zajistí propojení s silnicí I/50.

### Pstruša – Kriváň
Úsek Pstruša–Kriváň vytvoří jižní obchvat Detvy. Dlouhý bude 10,38 km, vybudovaný měl být v letech 2012–2015 za částku 133 828 852,15 € (4 031 728 000 Sk). V létě 2012 se však již počítalo s cenou 232 milionů €. Smlouva na výstavbu byla podepsána 12. listopadu 2013, samotná výstavba oficiálně začala 25. listopadu 2013 s termínem dokončení v listopadu 2015. Trasa vede souběžně se silnicí I/50 a železniční tratí Zvolen–Košice. Nacházet se zde bude 18 mostů spolu se třemi křižovatkami. Denně trasou projde 15 až 16 tisíc vozidel.

### Kriváň – Lovinobaňa
Trasa úseku Kriváň – Lovinobaňa je momentálně ve fázi příprav. Délka úseku dosáhne 17,75 km a výstavba by měla stát 200 988 182,96 € (6 054 970 000 Sk). Probíhat by měla v letech 2015–2018. Začínat se bude na mimoúrovňové křižovatce se silnicí II/526, pokračovat bude dále severním obchvatem obce Kriváň do Lovinobaně, kde končí mimoúrovňovou křižovatkou s I/50. Nacházet se zde bude tunel Podkriváň dlouhý 680 metrů a tunel Píla dlouhý 1040 metrů. Součástí etapy bude též devatenáct mostů. V rámci výstavby bude zapotřebí zejména přebudovat silnice třetí třídy a polní cesty.

### Lovinobaňa – Ožďany
Úsek R2 Lovinobaňa – Ožďany propojí Lovinobaňu, Lučenec a Ožďany rychlostní silnicí. Délka úseku bude asi 25,5 km. Výstavba je plánována na roky 2015–2020 a její náklady by měly činit 175 346 876,45 € (5 282 500 000 Sk). Nacházet se zde bude křižovatka Lučenec 1, kde se bude napojovat silnice R7. Dále se na tomto úseku objeví 23 mostů, 4 mimoúrovňové křižovatky, odpočívadla Velké Podrečany a Velké Ožďany, a středisko správy a údržby rychlostních komunikací SSÚR Lučenec. Investovat bude zapotřebí zejména do přeložek inženýrských sítí, úprav polních cest a též do I/50.

### Obchvat Oždian

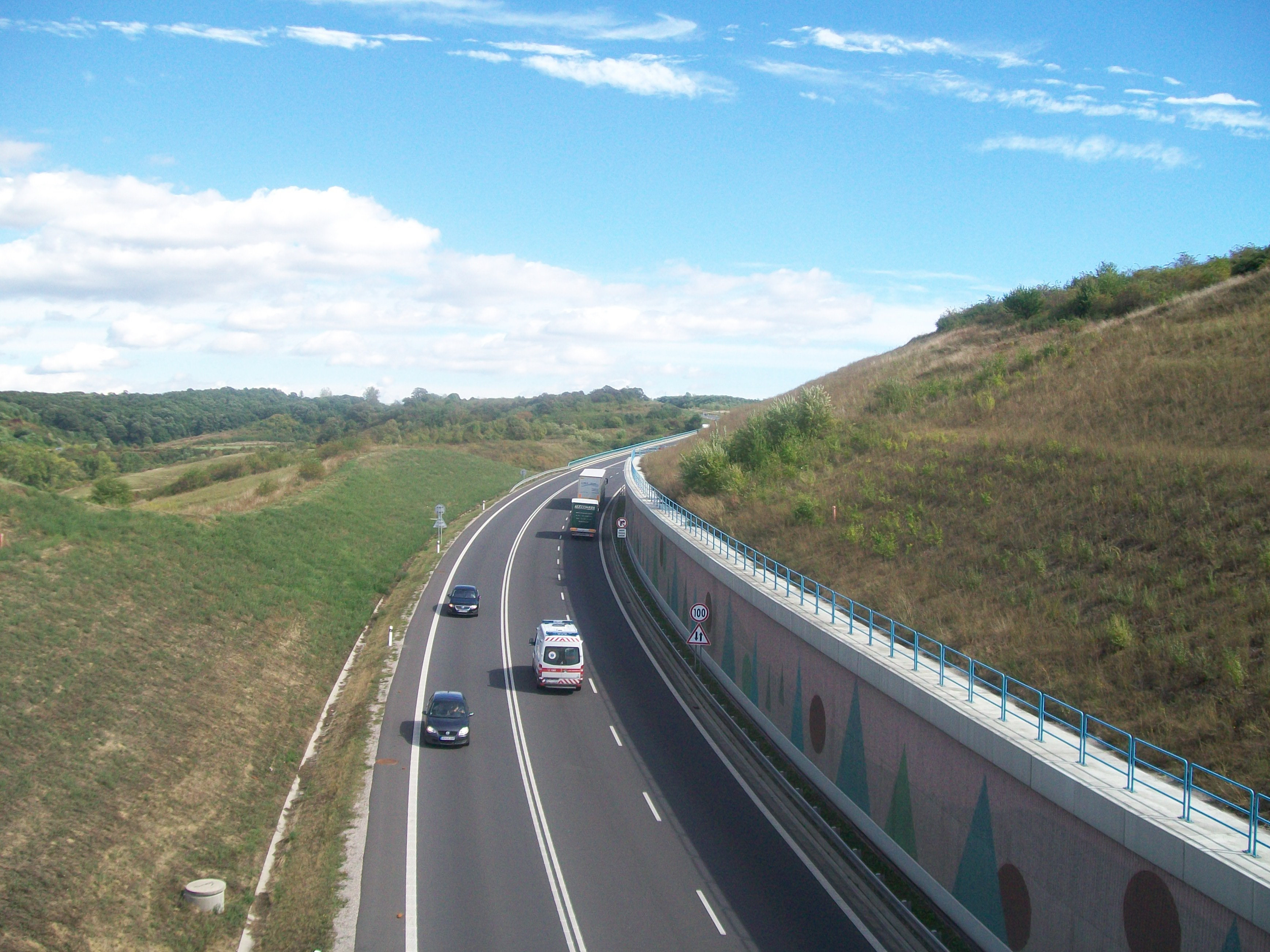
Obchvat Oždian

Obchvat obce Ožďany je úsek v provozu a rychlostní silnice v poloprofilu označená jako Silnice I. třídy 50A. Úsek je dlouhý 6,09 km. Jeho výstavba proběhla v letech 2004–2007 s náklady na výstavbu ve výši 57 040 848,62 € (1 718 412 605 Sk) hrazenými ze strukturálního fondu, EIB a státního rozpočtu. Zhotovitelem úseku byla firma Strabag. Na úsek byla podle ČSN 73 6100 použita kategorie R22, 5/100. Navržená trasa spolu s plánovaným rozšířením zajistí kapacitní vyhlídky zátěže do roku 2030. Nachází se zde celkem 6 mostů, z toho jeden nad potokem Suchá. Úsek odlehčil zatížení obce Ožďany dopravou i exhalacemi, vyřešil také nevyhovující úsek I/50 za obcí (tzv. Oždiansky kopec). Dočasné napojení na I/50 je úrovňovými křižovatkami. Úsek byl předán do předčasného užívání 5. prosince 2006.

### Ožďany – Zacharovce
Úsek R2 mezi Ožďany a Zacharovcemi vytvoří severní obchvat Rimavské Soboty. Délka obchvatu po vybudování bude 9,8 km. Výstavba podle plánů proběhne v letech 2015–2018 a měla by stát 84 976 432,32 € (2 560 000 000 Sk). Bude obsahovat 8 mostů, 2 křižovatky a také středisko správy a údržby rychlostních silnic SSÚR Rimavská Sobota. Vybudovány budou také protihlukové bariéry a výstavba si vyžádá přeložení inženýrských sítí a úpravu stávajících pozemních komunikací.

### Zacharovce – Bátka
Úsek Zacharovce – Bátka spojí obchvat Rimavské Soboty s již existujícím obchvatem Figy a Tornaľy. Délka úseku bude 7,67 km, výstavba by měla proběhnout v letech 2015–2017 za částku 54 158 335 € (1 631 574 000 Sk). Úsek překonává pahorkatiny i lesy a nacházet se na něm bude 7 mostů a mimoúrovňová křižovatka.

### Bátka – Figa
Tento úsek R2 rovněž vytvoří spojení s obchvatem Rimavské Soboty, Figy a Tornaľy. Délka úseku bude 8,1 km a jeho výstavba si vyžádá 55 670 981,88 € (1 677 144 000 Sk). Stavba úseku proběhne mezi roky 2015 a 2017. Úsek se nachází v zemědělské oblasti, což si vyžádá úpravy současných polních cest. Plánovano je sedm mostů, jedna mimoúrovňová křižovatka, protihlukové bariéry a odpočívadlo Bátka.

### Figa – Tornaľa
Tento úsek R2 vybudován v poloprofilu je v současnosti označen jako Silnice I. třídy 50B. Je tvořen obchvatem obcí Figa a Tornaľa, které jsou propojeny do funkčního celku. Celková délka úseku je 14 kilometrů. Výstavbu zajistily firmy Strabag a Doprastav. Financování bylo ze strukturálního fondu EU, ze státního rozpočtu a z Národní dálniční společnosti. Výstavba byla zahájena v roce 2003 a dokončena o pět let později, v roce 2008. Úsek obsahuje devatenáct mostů, z nichž největší se nachází u obce Figa. Kategorizace úseku je podle ČSN 73 6100 je R22, 5/100 na poloprofil. Na levou část budoucího plného profilu je použita kategorie R11, 5/100. Nacházejí se zde tři mimoúrovňové křižovatky.

### Tornaľa – Gombasek
Připravovaný úsek R2 spojí Banskobystrický a Košický kraj. Délka úseku bude 18 km. S jeho výstavbou se počítá v období 2019–2022. Úsek bude obsahovat 15 mostů a 1 odpočívadlo. V tunelovém variantě je možný i tunel Plešivec, dlouhý  2 572 metrů.

### Gombasek – Rožňava
Úsek bude dlouhý 9,8 kilometru, jehož výstavba je naplánována na období let 2017 až 2020. Plánovaných je 8 mostů.

### Rožňava – Jabloňov nad Turňou
Nevyhovující horský průchod Jabloňovským sedlem (Sorošky) nahradí dvoutrubní tunel Soroška. Vybuduje se tu 25 mostů a oboustranné odpočívadlo Lipovník. Celková délka úseku bude 14,1 km, a to včetně tunelu. Severní tunelová trouba bude mít délku 4,27 km, jižní pak 4,282 km. Tunel povede 50 metrů pod železničním tunelem na trati Zvolen–Košice. Rychlost v úseku je plánována na 120 km/h, v tunelu pak pouze 100 km/h. Součástí úseku bude také odpočívadlo Jovice.

### Jablonov nad Turňou – Včeláre
Úsek Jablonov nad Turňou – Včeláre by měl být stavěn v letech 2018 až 2021 v celkové délce 7,8 km. Jeho součástí bude také 8 mostů.

### Včeláre – Šaca
Úsek mezi Včeláry a Šacou napojí Košice na R2. Úsek s délkou 28 km by měl být vybudován v letech 2018 až 2021, stát ho bude financovat částkou 244 933 545,77 € (7 378 868 000 Sk). Vybuduje se tu 20 mostů, 3 křižovatky a odpočívadlo Turňa nad Bodvou.

### Šaca – Košické Oľšany
Poslední úsek R2 spojí R2 s dálnicí D1 na křižovatce Košické Oľšany a na křižovatce Košice–jih s R4. Délka celého úseku bude 24 km.Jeho výstavba by měla proběhnout v letech 2014–2017. Náklady na výstavbu jsou odhadovány na 209 943 039,24 € (6 324 744 000 Sk). Nacházet se zde bude 15 mostů, 5 křižovatek, odpočívadlo Haniska a středisko správy a údržby rychlostních silnic SSÚR Šebastovce.

## Petice
Primátorka Prievidze Katarína Macháčková spolu s 21 městskými poslanci iniciovala petici za výstavbu R2 v Trenčínském kraji. Text petice obsahuje tuto žádost: „Jsem pro okamžité zařazení budování pěti plánovaných úseků cesty R2 v Trenčínském samosprávném kraji (D1 – Mníchova Lehota, Mníchova Lehota – Ruskovce, Ruskovce – Pravotice, Pravotice – Dolné Vestenice, Dolné Vestenice – Nováky) mezi nejvyšší priority vlády Slovenské republiky při rozvoji silniční infrastruktury na Slovensku. Žádám o přehodnocení a úpravu harmonogramu výstavby silničních komunikací tak, aby se vybudování silnice a její definitivní předání do užívání zrealizovalo v co nejkratším čase.“